# Josef Hanner
Josef Hanner (* 12. Februar 1876 in Nürnberg; † 9. August 1954 in Berlin) war ein deutscher Maschinenbauingenieur und Hochschullehrer.

## Leben
Josef Hanner studierte an der Technischen Hochschule München Maschinenbau und schloss sein Studium 1901 mit dem Diplom ab. Im Anschluss arbeitete er bis 1907 als Konstrukteur bei der Maschinenbaugesellschaft Nürnberg. Im April 1907 wurde er Assistent von Alois Riedler an der Königlichen Technischen Hochschule zu Berlin. 1908 wurde er Prokurist und Oberingenieur der Konstruktionsabteilung für Dampfturbinenbau in der Maschinenfabrik Augsburg-Nürnberg (MAN). Von August 1914 bis zum Januar 1919 arbeitete Josef Hanner als Militäringenieur. Ab Mitte Januar 1919 war er wieder für die Maschinenfabrik Augsburg-Nürnberg tätig, zuletzt als Betriebsdirektor des Werkes Nürnberg.
Ab Januar 1926 lehrte Josef Hanner an der Technischen Hochschule Berlin, bis November 1929 als Honorarprofessor, danach als ordentlicher Professor für Maschinenbau und Maschinenzeichnen sowie Vorsteher der Maschinenbau-Studiensammlung für Maschinenaufnahmen. Ende September 1950 wurde er emeritiert. Er unterrichtete unter anderem die Fächer Maschinenzeichnen und Konstruieren, Maschinenbau sowie Maschinenelemente.
Josef Hanner gehörte dem Verein Deutscher Ingenieure (VDI) und dem Fränkisch-Oberpfälzischen Bezirksverein des VDI an.